# Grönland
För andra betydelser, se Grönland (olika betydelser).
Grönland (grönländska: Kalaallit Nunaat, grönländskt uttal: [kalaːɬit nʉnaːt]; danska: Grønland) är ett autonomt danskt territorium och världens största ö, belägen mellan Norra ishavet och Atlanten, öster om Kanadas arktiska öar. Över tre fjärdedelar av ön är täckt av is, vilket är världens enda inlandsis utanför Antarktis. Med en befolkning på cirka 56 370 (2013), är det världens mest glesbefolkade land. Trots att ön naturgeografiskt är en del av världsdelen Nordamerika har Grönland varit politiskt och kulturellt associerat med Europa (särskilt Norge, Danmark och Island) i mer än ett årtusende efter kolonisering därifrån under vikingatid och medeltid samt från 1700-talet. Grönland är en autonom del av Konungariket Danmark, med omfattande självstyre sedan 1979, vilket utökats efter en folkomröstning om ytterligare självstyre 2008 där 75 procent av rösterna var för.
Grönland har varit bebott under åtminstone de senaste 4 500 åren av arktiska folkslag vars förfäder emigrerade dit från det som nu är Kanada. Vikingar bosatte den obebodda södra delen av Grönland, med början av 900-talet, och inuiter anlände dit på 1200-talet. Vikingakolonierna försvann i slutet av 1400-talet. I början av 1700-talet fick Skandinavien och Grönland tillbaka kontakten med varandra, och Danmark etablerade suveränitet över ön.
Efter att Danmark-Norge gjort anspråk på Grönland i århundraden, blev det en dansk koloni år 1814, och en del av riksgemenskapen 1953 enligt Danmarks rikes grundlag. År 1973 anslöts Grönland till Europeiska ekonomiska gemenskapen (EEG) som en (då icke självstyrande) del av Danmark, trots att en majoritet av grönländarna röstat emot Danmarks anslutning. I en ny folkomröstning 1982 röstade en majoritet av befolkningen för Grönland att dra sig ur EEG, vilket skedde 1985. År 1979 beviljade Danmark Grönland hjemmestyre (hemstyre), begränsat självstyre, och 2008 röstade grönländarna till förmån för utökat självstyre, som överförde mer makt från det danska statsskicket till den lokala grönländska regeringen. Enligt den nya strukturen, som trädde i kraft den 21 juni 2009 kan Grönland successivt ta ansvar för polis, rättsväsende, bolagsrätt, redovisning och revision; mineraltillgångar; luftfart; rättshandlingsförmåga, familjerätt och arvsrätt; utländsk bakgrunds- och gränskontroll; arbetsmiljö; och finansiell reglering och tillsyn, medan den danska regeringen behåller kontrollen över utrikespolitik och försvar. Den behåller också kontrollen över penningpolitiken, som gav ett första årligt bidrag på 3,4 miljarder danska kronor som planeras att minska gradvis under tiden som Grönlands ekonomi stärks genom ökade intäkter från utvinning av naturresurser.

## Historia

### Äldre historia
Grönland befolkades sent av människan jämfört med de flesta andra delar av världen, i förhistorisk tid (ca 2500 till 1800 f.Kr.) av jägarkulturer som vandrade från Ellesmereön i Kanada till nordöstra hörnet av Grönland på jakt efter myskoxar. Mellan 200 och 1000 e.Kr. var Grönland i stort sett avfolkat, och skandinaver som ankom till ön på det sena 900-talet möttes av ett folktomt land. Omkring 875 gick Gunbjörn, son till Ulf Kråka, i land på östra Grönland och kallade området Gunbjörnsskär. 982 flydde Erik Röde från Island och gick i land vid Grönlands sydvästkust. Han benämnde ön med nuvarande namnet. Från 1000-talet invandrade inuiter (thulekulturen) från övriga norra Nordamerika och bredde ut sig i norr och öster. Cirka år 1000 kom Leif Eriksson på missionsuppdrag från Norge, och många grönlänningar anslöt sig sedermera till kristendomen. Under 1100- och 1200-talen blomstrade de två norska bosättningarna, vilka som mest hade uppemot 4 000 invånare. År 1261 erkände grönlänningarna Norges överhöghet. En präst från isländska kyrkan berättade 1350 att den mindre bosättningen övergivits. Omkring år 1500 upphörde den sista nordiska bosättningen på okänt sätt.

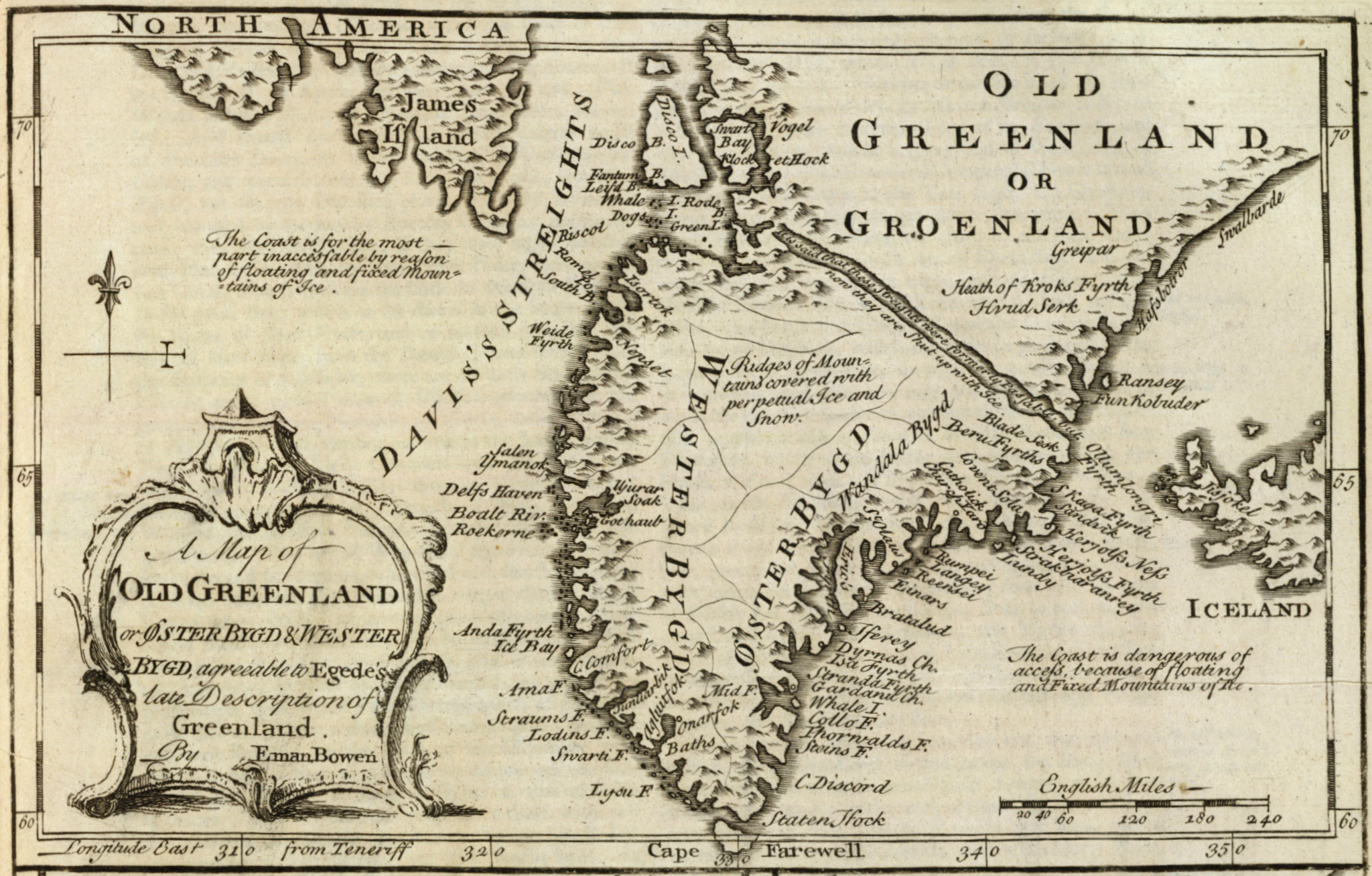
Karta från 1747 som baseras på köpmannen och missionären Egedes berättelser.

1721 anlände köpmannen och missionären Hans Egede och startade en ny bosättning, som lockade nya europeiska invandrare till Grönland. Bland annat lockades under 1700- och 1800-talet jägare från Nederländerna, Danmark och Tyskland till Grönland för att fånga valar. 1814 blev Grönland dansk koloni när Norge övergick från Danmark till union med Sverige, medan Danmark behöll de norska kolonierna.

### 1900-talet
Under andra världskriget bröts kontakten med det tyskockuperade Danmark. Grönland blev under kriget i praktiken självständigt och startade en egen utrikespolitik, där man lät USA bygga militärbaser. 1941 byggde USA militärflygplatser vid Kangerlussuaq och Narsarsuaq och något senare Thule Air Base på Grönland. Kontrakten mellan USA och Danmark för gemensamt försvar av ön upprättades 1951. År 1953 blev Grönland en del av Danmark (efter att tidigare ha varit en koloni), och 1979 upprättades hjemmestyre – självförvaltning och autonomi (eget parlament och regering). Grönland följde Danmark in i Europeiska gemenskapen 1973, men gick ur efter en folkomröstning 1985.
År 2008 hölls en rådgivande folkomröstning om 1979 års hjemmestyre skulle ersättas med selvstyre. Ja-sidan vann med 75,54 procent av rösterna – i klartext ytterligare utökad autonomi men fortfarande i någon mån sammanhållet med Danmark. Bland de viktigaste nya kompensationerna var att Grönland fick del i ersättningen för underjordiska rikedomar som olja och uran. Detta trädde i kraft den 21 juni 2009. Hittills har det delats ut mer än 120 licenser för att prospektera, undersöka och utvinna mineraler. Bland de stora gruvinvesteringar som planeras är järnmalmsgruvan Isua 150 kilometer nordöst om provinshuvudstaden Nuuk. Företaget London Mining vill investera 2,35 miljarder dollar i en öppen gruva. 200 miljoner ton is måste fraktas bort för att komma åt järnmalmen. Reserverna uppskattas till 1,1 miljarder ton. London Mining vill använda kinesisk arbetskraft för att anlägga gruvan. När den är färdig väntas den ge 500–700 jobb.

### Kustlinjens systematiska utforskning
Grönlands västra kust har på initiativ av Frederik Johnstrup sedan 1876 upp till 74° 30’ nordlig bredd systematiskt och detaljerat undersökts på initiativ av den danska kommissionen för Grönlands geologiska och geografiska undersökning, vilka undersökningar bekostats av danska staten. Melville Bay norr om denna kuststräcka har utforskats av Eivind Astrup (1894) och mera utförligt undersökts av Ludvig Mylius-Erichsen och Harald Moltke (1903–04), medan landet norr om Kap York (76° n. br.) blivit bekant företrädesvis genom flera engelska och amerikanska expeditioner under John Ross, Edward Inglefield, Isaak Israel Hayes, Charles Francis Hall, George Nares, Adolphus Greely och i synnerhet genom amerikanen Robert Edwin Peary, som 1901 fastställde Grönlands avslutning mot norr.
Östra kusten upp till 66° förbi orten Ammassalik (i dag Tasiilaq), där Adolf Erik Nordenskiöld landade för första gången 1883, har 1883-1885 undersökts av danska expeditioner under Thomas Vilhelm Garde och Gustav Frederik Holm, samt sedermera av andra expeditioner. Sträckan därifrån upp till 70° har kartlagts av dansken Georg Carl Amdrup 1898–1900. Det av William Scoresby 1822 upptäckta fjordsystemet Scoresbys sund 70°–71° har undersökts av expeditioner under dansken Carl Hartvig Ryder 1891–1892, under Alfred Nathorst 1899 samt (upp till 72° nordlig bredd) av dansken Nikolaj Hartz 1900.
De stora fjordsystemen Kung Oskars fjord och Frans Josefs fjord 72°–73° 20’ blev undersökt och kartlagt under A. G. Nathorst 1899, medan kännedomen om sträckan från Frans Josefs fjord till Kap Bismarck (77°) utvunnits huvudsakligen genom den tyska expeditionen under Carl Koldewey 1869–1870, som först upptäckte Frans Josefs fjord. 1905 lyckades Adrien de Gerlache för första gången att med fartyg komma in till kusten norr om 76°, varefter denna följdes till norr om 78°. Fullständigt undersökt blev denna kust först genom den danska expeditionen under Ludvig Mylius-Erichsen 1906–1908, vars forskningar sträckte sig så långt, att de nådde Grönlands nordspets och området för Robert Edwin Pearys undersökningar från västra sidan.

## Geografi

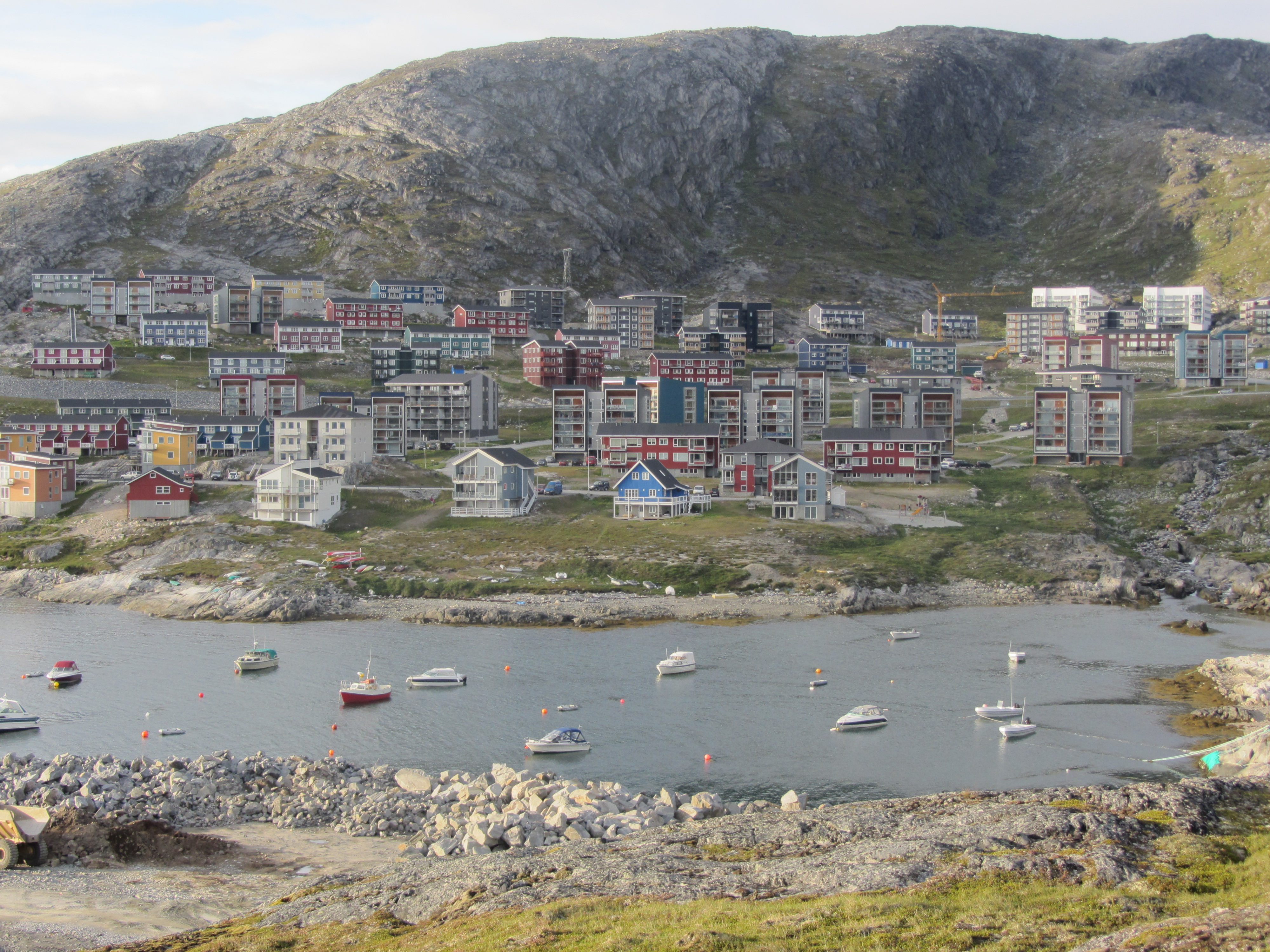
Bostadsområde i Nuuk

Grönland ligger mellan Kanadas arktiska övärld i väster och öarna Island och Svalbard i öster. Grönland har maritima gränser mot Island, Kanada och Norge. Sedan 2022 finns också en landgräns mot Kanada, då länderna beslöt att dela på Hans ö. Vattnen runt Grönland är i norr Norra ishavet, i öster Grönlandshavet och Danmarksundet, i söder Atlanten och Labradorhavet och i väster Davis sund, Baffinbukten och Nares sund.
Grönland är världens största ö och är från dess nordligaste punkt (Kap Morris Jesup) till dess sydligaste (Kap Farvel) 2 650 kilometer långt och ungefär 1 000 kilometer brett. Landets yta är 2 166 086 kvadratkilometer, nästan fem gånger så stort som Sverige. Landet har en 44 087 kilometer lång kustlinje. Huvuddelen av befolkningen bor på västkusten.
80 procent av öns yta är täckt av inlandsis och resterande omkring 341 700 kvadratkilometer (något mindre än Tyskland) är isfri. Isen finns mest på öns inland. Isen är i genomsnitt 1 500 meter tjock men vid några punkter är tjockleken runt 3 000 meter. I inlandet förekommer det bara få bergstoppar. Bergstopparna som skjuter upp från isen kallas nunataker. De finns bara vid inlandsisens randområden. Isen flyttar vid kusterna till havet och kalvar stora isberg. Kusterna är markerade av sterila, steniga öar, många och stora havsbukter och fjordar, trädlösa toppar och glaciärer vid havets kuster.
Högsta punkten är Gunnbjørn med 3 700 meter (se även Grönlands ytterpunkter).
Merparten av Grönland ligger norr om polcirkeln. Bara den sydligaste delen, med bland annat huvudorten Nuuk, ligger söder om den.

### Geologi

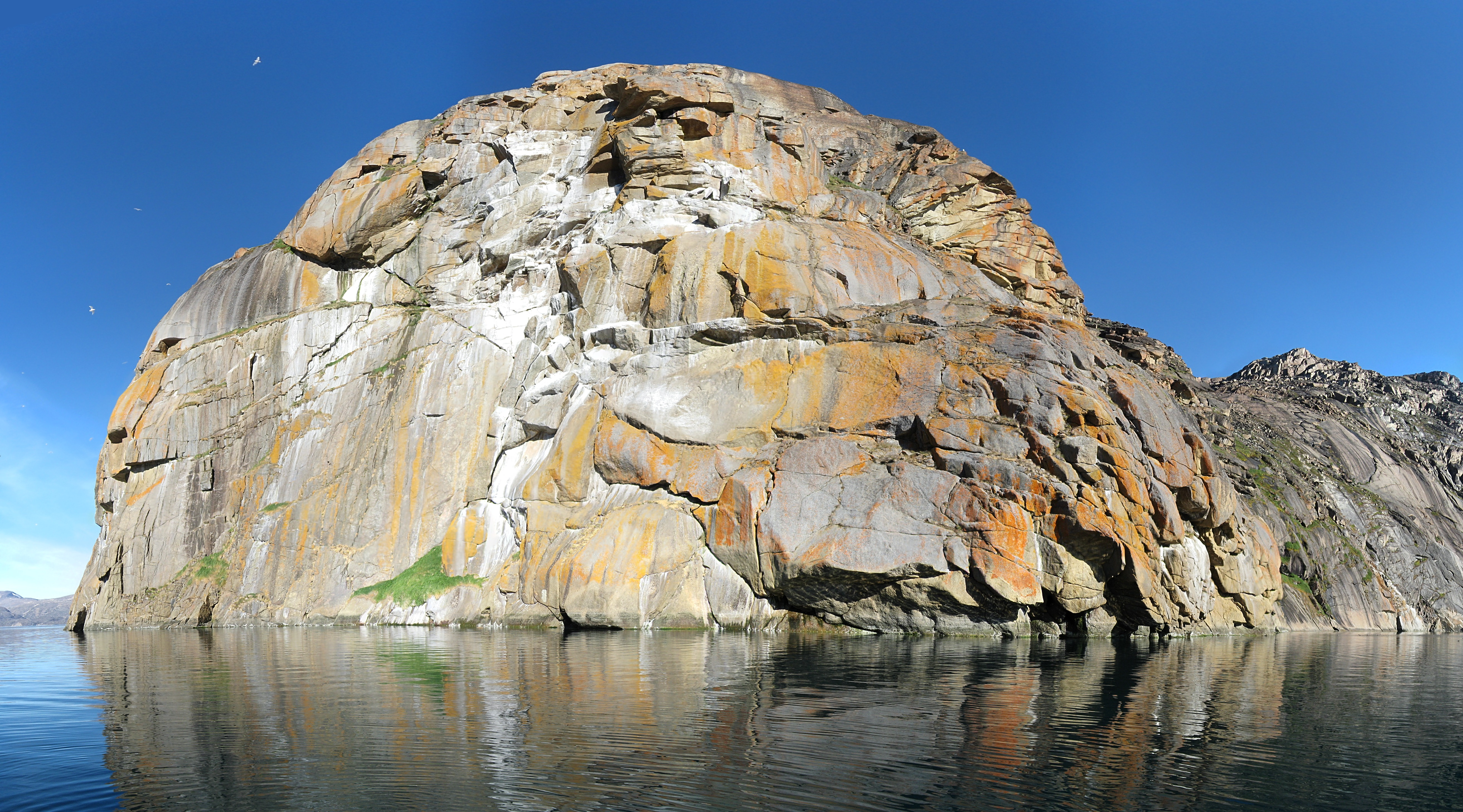
Ön Nûna öster om Upernavik söder om Aappilattoq.

På sydvästra Grönland finns några av jordens äldsta bergarter, i form av Isuaformationen som är cirka 3,8 miljarder år gamla. Bergarterna i Isuaformationen bildades, till skillnad från andra kända likåldriga bergarter, på jordens yta och kan därför bidra med en ökad kunskap om hur den tidiga jorden såg ut och förutsättningarna för liv under den perioden. 
Norra Grönland består till största delen av paleozoiska bergarter.

### Klimat och miljö

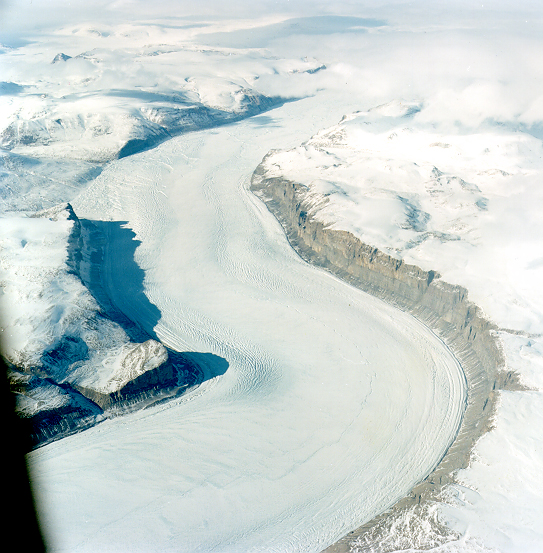
Glaciär på Grönland.

Grönland har arktiskt klimat med undantag av några få platser som har subarktiskt klimat, till exempel Narsarsuaq.
På inlandsisen är köldrekordet omkring –70 °C (uppmätt på hög höjd), men normalt når temperaturen ner mot –50 °C på isen under vintrarna. Vid kusterna är det mildare och i allmänhet nollgradigt eller över noll grader om somrarna, men dygnsmedeltemperaturen överstiger inte 10 °C. Under värmeböljor har maxtemperaturer på omkring 20 °C uppmätts på sina håll på Grönland. Vid fjordarna på sydvästra Grönland är det normalt mildast, vilket tillåter en förhållandevis rik ängs- och buskvegetation med lågvuxen björkskog och pilträd på sina platser. Det har även gjorts försök med att plantera barrträd.
Årsnederbörden är omkring 230 mm i norr, vilket är torrt, och omkring 1 000 mm i söder. På sydspetsen är årsnederbörden riklig med över 2 200 mm. Den katabatiska vinden sveper från glaciärerna till dalgångarna vid kusterna. Piteraq är en kraftig sådan på Grönlands östkust. Den har uppnått hastigheter över 72 m/s. Vid östkusten kan drivis från Ishavet förekomma året om och skapa problem för sjöfarten. I sydväst hålls vattnet öppet under större delen av året, medan isen brukar lägga sig vid de nordvästra kusterna på vintern. Särskilt i närheten av kusterna smälter isen år för år, medan den tjockare isen i inlandet håller sig konstant eller till och med ökar något.
Nordatlantiska djuphavsströmmen rör sig i en sydvästlig riktning längs öst- och sydkusten och är en effekt av att den nordostliga Golfströmmen avtar vid Svalbard och att vattnet från den sedan sjunker med den nya strömmen, vilket kallas termohalin cirkulation. Forskning tyder på att smältande is från Grönland resulterar i höjda havsvattennivåer och i framtiden skulle kunna förändra Golfströmmen, vilket i sin tur skulle kunna påverka världsklimatet.

### Djur- och växtliv
Kustlinjer som är isfria är täckt av tundra. Djurlivet som innefattar åtta landdäggdjur är typiskt för tundran med isbjörn, ren, myskoxe, fjällräv (som förekommer i två varianter, vit och blå), varg, hermelin, polarhare. Halsbandslämmel är den enda smågnagaren. Kräl- och groddjur saknas helt.
Det har observerats omkring 180 fågelarter på Grönland, varibland 50 arter häckar på öarna. Bland de senare märks jaktfalk (en vit underart som endast förekommer på Grönland kallas Grönlandsfalk), pilgrimsfalk, havsörn, fjälluggla, islom, smålom, stormfågel, praktejder, ejder, fjällripa, stenskvätta, snösiska, gråsiska, snösparv, lappsparv sex arter gäss samt ett flertal måsarter. Därtill alla i Europa förekommande arter av alkor.
Längs Grönlands kuster förekommer sex arter av sälar, sexton arter tandvalar, sex arter bardvalar, samt omkring 100 fiskarter.
För ungefär 200 miljoner år sedan var Grönland täckt med skog, och klimatet var så varmt att sköldpaddor och stora ödlor levde där.

#### Ryggradslösa djur
Grönland är fattigt på ryggradslösa djur: Bland insekterna finns det endast omkring 700 arter. Helt saknas gräshoppor, trollsländor, myror och getingar. Den huvudsakliga insektsfaunan utgörs av stickmyggor, svidknott, fjädermyggor och flugor. Dessutom finns ett 50-tal skalbaggsarter, fem högarktiska fjärilar, ett antal mätare och nattflyn samt två humlearter, Bombus polaris och dess boparasit Bombus natvigi. (Tidigare betraktades dessa som geografiska former av polarhumlan respektive tundrahumlan, men sedan 2015 betraktas de nordamerikanska formerna, inklusive de grönländska, som egna arter.) En vanlig skinnbagge är Nysius groenlandicus, som finns överallt på fjällsippor. Av övriga ryggradslösa djur finns det ett 60-tal spindlar, sex arter snäckor (fyra arter landlevande och två arter sötvattenslevande).

#### Växtliv
På Grönland förekommer omkring 500 inhemska växtarter samt ett antal kulturspridda växter. Bland de inhemska arterna märks låga skogar av glasbjörk och ripvide. På sydvästra Grönland förekommer al, och i kustnära varma regioner förekommer rishedar med dvärgbjörk, odon, skvattram, lingon, stjärnblommor och lappspira. På tundran förekommer kantljung, ishavsvide, fjällsippa, grönländsk fjällsippa och fjällvallmo.

## Styre och politik

### Författning
Grönland har ett omfattande självstyre som fördjupats under 1900- och 2000-talet, senast i samband med lagen om självstyre, selvstyre, som trädde i kraft 2009. Enligt lagen kan Grönland ta över förvaltningen på en rad områden. Vissa politikområden är dock fortsatt exklusiva befogenheter för Danmark att besluta om, vilket inkluderar: grundlagen, medborgarskap, Højesteret, utrikes-, försvars- och säkerhetspolitik, samt valuta- och penningpolitik.

Grönlands statschef är Danmarks monark, för närvarande Frederik X. Grönlands parlament Inatsisartut har 31 ledamöter och parlamentets majoritet väljer en regeringsbildare titulerad Grönlands premiärminister. Regeringen går under namnet Naalakkersuisut. Val till parlamentet hålls vart fjärde år.

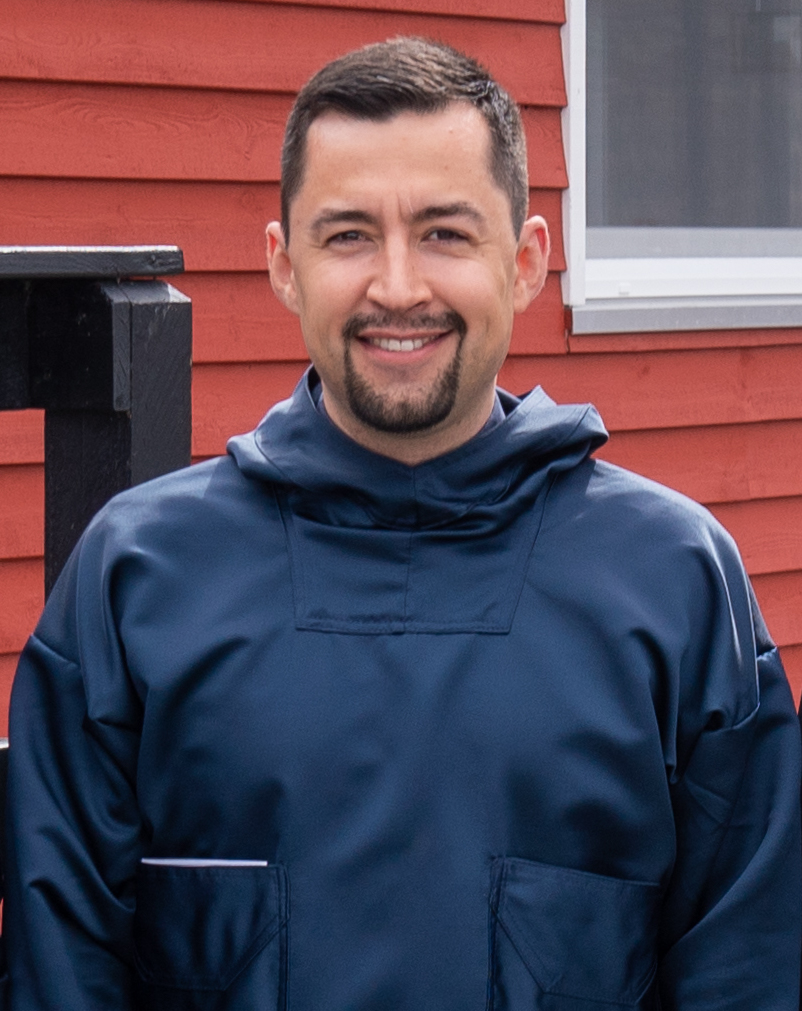
Múte Egede är sedan 2021 Grönlands premiärminister

Grönland är till skillnad från Danmark inte medlem av EU.

#### Hjemmestyre
Grönland har haft ”hemstyre” (hjemmestyre) från den 1 maj 1979. Bakgrunden till hjemmestyret var dels ett ökande tryck på större självbestämmande, dels att Danmark 1973 gick med i EG (idag EU) trots att grönländarna hade röstat nej till att ansluta till den europeiska gemenskapen. För att lösa den politiska utmaningen tillsattes en gemensam dansk och grönländsk kommission som lade fram ett förslag till inre självstyre på Grönland, vilket trädde i kraft 1 maj 1979.
Hemstyret innebar att makten att besluta på en rad politikområden överfördes från Danmark till Grönland. Den danske monarken fortsatte vara statschef för Grönland och Danmark fortsatte att ansvara för försvars- och utrikespolitik, rättsväsendet, monetära frågor och förvaltningen av naturtillgångar på Grönland. Ansvaret för naturtillgångarna flyttades gradvis över till Grönland, dock med delad äganderätt med Danmark. Grönland utvecklade även en egen utrikespolitik under 1980-talet, inte minst när man 1983 höll en folkomröstning om medlemskapet i EG, vilket mynnade ut i att Grönland 1985 som första region lämnade gemenskapen.

#### Utökat självstyre
Runt millennieskiftet började politiker i Danmark och på Grönland utreda hur hjemmestyret kunde fördjupas. Efter en folkomröstning 2008, där 76 procent röstade för förändringen infördes ”selvstyre”, självstyre, den 21 juni 2009. Det ökade självstyret innebar bland annat att grönländska blev officiellt språk och att grönländarna formellt erkändes som ett folk i folkrättslig betydelse. Den nya lagen om fördjupas självstyre stipulerade även att om Grönland skulle överta den slutgiltiga statliga förvaltningen av polis, kustbevakning, vädertjänst och kartläggning, så skulle regionen betala utgifterna själva. Den nya lagen innebar även att Grönland erhöll äganderätten till samtliga naturtillgångar i marken, samtidigt som eventuell vinst av utvinning av resurserna skulle delas med Danmark. Danmarks vinstandel ska i så fall uppfyllas genom genom att eventuella bidrag till Grönland reduceras med vinstbeloppet.

### Politik

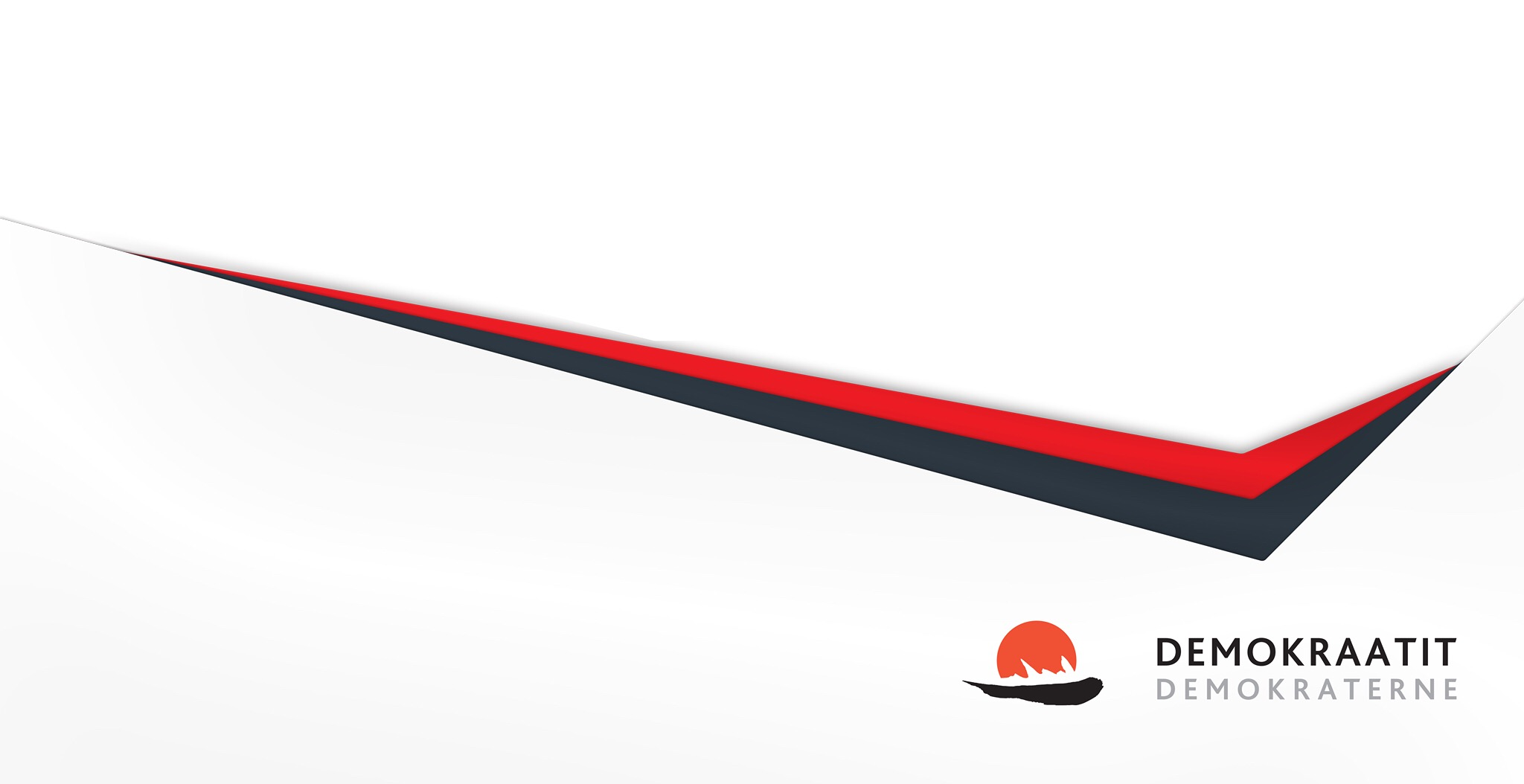
Partiet Demokraatit vann parlamentsvalet 2025

Bland de grönländska partierna finns Siumut som driver en socialdemokratisk politik och suttit i många regeringar sedan 1979. Bland andra partier finns mittenhögerpartiet Demokraatit och högerpartiet Atassut. Det finns även partiet Naleraq som är för snabb självständighet och nära band till USA. Så gott som alla partier på Grönland driver frågan om att landet ska bli självständigt, samtidigt som åsikterna mellan partierna går isär om hur snabbt man bör uppnå självständighet.
I valet 2025 vann partiet Demokraatit som vill ha en övergång till självständighet när landet har utvecklats till att bli mer ekonomiskt och politiskt oberoende. Partiet Naleraq, som blev näst störst i valet, vill ha en snabb folkomröstning om självständighet.

### Administrativ indelning
Grönland har sedan den första januari 2018 fem kommuner, vilka listas i tabellen nedan.
| Namn       | Folkmängd 1 jan 2019 | Ingående tidigare kommuner                                    | Ingående mindre orter (danska: bygder) |
| ---------- | -------------------- | ------------------------------------------------------------- | --- |
| Avannaata  | 10 522               | Ilulissat, Qaanaaq, Qaasuitsup, Upernavik, Uummannaq          | Aappilattoq, Ikerasak, Ilimanaq, Illorsuit, Innaarsuit, Kangersuatsiaq, Kullorsuaq, Moriusaq, Naajaat, Niaqornat, Nutaarmiut, Nuugaatsiaq, Nuussuaq, Oqaatsut, Qaarsut, Qeqertaq, Qeqertat, Saattut, Saqqaq, Savissivik, Siorapaluk, Tasiusaq, Ukkusissat, Upernavik Kujalleq |
| Kujalleq   | 6 442                | Nanortalik, Narsaq, Qaqortoq                                  | Aappilattoq, Alluitsup Paa, Ammassivik, Eqalugaarsuit, Igaliku, Narsarsuaq, Qassiarsuk, Qassimiut, Saarloq, Tasiusaq |
| Qeqertalik | 6 587                | Aasiaat, Kangaatsiaq, Qaasuitsup, Qeqertarsuaq, Qasigiannguit | Akunnaaq, Attu, Iginniarfik, Ikamiut, Ikerasaarsuk, Kangerluk, Kitsissuarsuit, Niaqornaarsuk |
| Qeqqata    | 9 409                | Maniitsoq, Sisimiut                                           | Atammik, Itilleq, Kangaamiut, Kangerlussuaq, Napasoq, Sarfannguaq |
| Sermersooq | 22 946               | Ammassalik, Ittoqqortoormiit, Ivittuut, Nuuk, Paamiut         | Arsuk, Isortoq, Kapisillit, Kulusuk, Kuummiut, Qeqertarsuatsiaat, Sermiligaaq, Tiniteqilaaq |

På Grönland skiljer man mellan tätorter (byer) och övriga bosättningar/mindre samhällen, som kallas bygder. De gamla kommuncentra var samtliga tätorter.

## Ekonomi och infrastruktur

### Ekonomi
Grönlands ekonomi är liten och sårbar, vilket bland annat hänger ihop med det låga invånarantalet. De två huvudsektorerna i ekonomin är fiskeindustrin, huvudsakligen en exportindustri, och den offentliga sektorn. Stödet från Danmark är också mycket viktigt då omkring hälften av Grönlands intäkter utgörs av bidrag från Danmarks regering. Två andra betydande sektorer är gruvindustrin och turismen. Båda lider av höga kostnader och stora avstånd. Mineralfyndigheterna är ofta ensligt belägna och infrastruktur för nya gruvor måstes byggas från grunden. Det finns stora orörda fyndigheter såsom Isukasiagruvan. Turisterna får också betala höga priser och kan inte åka runt med bil eller buss, utan får bli transporterade med båt eller flyg. Ilulissatfjorden är den största attraktionen.

### Infrastruktur

#### Transporter

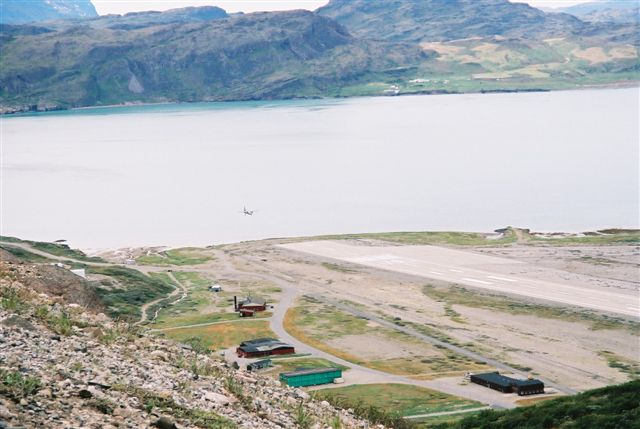
Flyg är ett viktigt transportmedel för grönländarna. Narsarsuaq flygplats är en av de större på Grönland.

De huvudsakliga transportmedlen på Grönland är båt, flyg, helikopter, snöskoter och hundsläde. Mindre flygplatser finns i alla städer på Grönland och helikopterplattor är vanligt förekommande i mindre byar. Huvudstaden Nuuk har en internationell flygplats och 2025 fanns det planer på att öppna en internationell flygplats i Ilulissat. Större flygplatser finns även i Kangerlussuaq på västkusten och i söder i Narsarsuaq. Det finns även en militär flygbas i Thule i de norra delarna av landet, men där bedrivs enbart begränsad civiltrafik.
Grönlands sydvästkust är isfri merparten av året på grund av en varmare havsström söderifrån, vilket gör att den är relativt lätt att ta sig till. Längs nordvästkusten lägger sig havsisen på vintern. Östkusten är den mest otillgängliga delen av den grönländska kusten för båtar, mycket på grund av drivis som leds ner från Ishavet av en kall ström.
Vägar finns endast i tätorterna och det saknas vägar som kopplar ihop några samhällen med varandra. Det finns ungefär 150 km väg på ön, varav ungefär 90 km är belagd. De speciella väderförhållandena på Grönland innebär stora utmaningar för vägbyggande, inte minst det kalla klimatet. Det begränsade vägnätet innebär att de flesta färdas via havet eller luften när man ska röra sig längre sträckor.
Tyngre varor fraktas med båt. Nästan all frakttrafik hanteras av rederiet Royal Arctic Line. Det finns en passagerarbåtlinje, Arctic ULine, som går en gång i veckan. Kryssningsfartyg gör också besök på sommaren, i första hand i syd. Isförhållandena kan vara svåra på vintern.

## Demografi
Grönlands befolkning består till 88 procent av inuiter eller blandbefolkning (grönländare med blandat ursprung, främst inuitiskt, danskt, tyskt och norskt). Befolkningen är mer uppblandad i sydvästra Grönland än i övriga delar. De resterande 12 procenten utgörs av invånare utan inuitiskt påbrå, huvudsakligen etniska danskar. Mer än 20 procent av befolkningen är född utomlands, huvudsakligen i Danmark. Till följd av återemigrering från gruppen av europeiska invandrare är befolkningens storlek nästan konstant.
Till följd av att tyska missionärer under tidigare århundraden ofta gifte sig med grönländska kvinnor eller adopterade grönländska barn bär många av invånarna tyskklingande efternamn (s.s. Chemnitz, Kleist och Kreutzmann). Språkligt sett dominerar de två officiella språken, grönländska och danska, fullkomligt. Större delen av befolkningen är tvåspråkig och behärskar båda språken väl. Grönländska talas som modersmål av stora delar av inuit- och blandbefolkningen medan danska dominerar bland européerna. Det officiella undervisningsspråket i folkskolan är grönländska, med danska som första främmande språk. Utöver dessa språk förekommer i vissa fall engelska och andra språk.
En stor del av Grönlands yta anses vara anekumen och befolkningen är mycket ojämnt fördelad: Västgrönland hyser 91 procent av befolkningen, medan motsvarande siffror för Östgrönland är 6,3 procent och Nordgrönland 1,6 procent. 
Grönland är mycket glest befolkat med 0,026 invånare per kvadratkilometer (1 per 38 kvadratkilometer). Räknas bara den isfria ytan blir ändå befolkningstätheten mycket låg, 56 375 på 341 700 kvadratkilometer gör 0,165 per kvadratkilometer.

### Religion
Religiöst sett fördelar sig befolkningen på 98 procent protestanter (95 procent evangelisk-lutherska bekännare), samt mindre grupper romerska-katoliker, baptister, Jehovas vittnen med flera. Bland invandrarna är 98 procent protestanter.
De traditionella grönländska religionerna, som inuiterna förr praktiserade, är inte övergivna, men har numera liksom religion i allmänhet begränsad betydelse.
Leif Eriksson sägs ha tagit med sig kristendomen till Grönland runt år 1000. Den trettonde maj 1934 döptes Grönlands just då sista vuxna icke kristna person i en närapå nybyggd kyrka i Qaanaaq. Han hette Nukagpiánguaq och var 41 år gammal. De flesta grönländare är numera formellt kristna och medlemmar i den danska folkkyrkan. Den kristendom som praktiseras där är evangelisk-lutherskt protestantisk. 1993 blev Grönland ett självständigt biskopsdöme.
Förutom den protestantiska kristendomen finns mindre främmande religiösa samfund, exempelvis katoliker, adventister, baptister och Jehovas vittnen. Vidare finns anhängare av Bahai och indifferenta sekulära.

### Utbildning
Skolan på Grönland kallas Folkskolan och har cirka 9 000 elever fördelat på 86 skolor över hela provinsen (1997). Hjemmestyret har haft ansvaret för skolan och läroplanerna sedan 1980. Det officiella undervisningsspråket är grönländska, men om så är behövligt används även danska. Skolplikten är på nio år i Folkskolan. För att bli behörig till gymnasiet behövs en tvåårig fortsättningsskola och även ibland en ettårig tilläggskurs. I Folkskolan finns två linjer med särskilda avgångsprov, allmän linje och en så kallad utvidgad linje. Den allmänna linjen inriktar sig helt på yrkesutbildning medan den utvidgade linjen innebär mer teoretisk utbildning. Danska är det första främmande språket de grönländska eleverna får lära sig.
På Grönland finns tre gymnasier. Examen från något av dessa ger tillträde till Ilinniarfissauq (Grønlands Seminarium), Ilisimatusarfik (Grønlands Universitet) och högre läroanstalter i Danmark. Lärarutbildningen och utbildning inom det sociala ges i Seminariet. Universitetet undervisar i grönländska språket och kulturen, teologi, administration samt de övriga samhällsvetenskapliga ämnena. Övrig utbildning ges i Danmark. På alla orter i landet erbjuds alla en frivillig fritidsundervisning.

## Kultur
Den grönländska kulturen är en blandning av den traditionella inuitkulturen och skandinavisk kultur. Grönland har också en liten, men framgångsrik, musikkultur. Några av de populäraste grönländska banden och artisterna är Sume (klassisk rock), Chilly Friday (rock), Siissisoq (rock), Nanook, Nuuk Posse (hip hop) och Rasmus Lyberth (folkmusik) samt Simon Lynge. Grönländsk musikkultur inkluderar även traditionell inuitisk musik, där sång och trummor oftast är i fokus.

### Konst
Grönland var ett viktigt motiv för åtskilliga, särskilt danska, konstnärer som vistades på Grönland under kolonialtiden. Dessa grönländska målare (danska Grønlandsmalere) omfattade till exempel Aage Gitz-Johansen, Carl Rasmussen och Emanuel A. Petersen.
Det finns en konstskola i Nuuk som är viktig för grönländsk konst. Det finns också två konstmuseer i landet: Nuuks konstmuseum och Ilulissat konstmuseum. Verk ställs också ut i Katuaq Cultural Center i Nuuk. Grönländsk konst presenteras också regelbundet i Danmark, till exempel i De Grønlandske Huse.

### Musik
Efter andra världskriget började en västerländsk musikkultur utvecklas på Grönland med Vaigat-musiken, som var koncentrerad till Qullissat. Den var till en början främst influerad av amerikansk countrymusik och i första hand användes gitarr och dragspel som instrument. Rock'n'roll var populärt på 1960-talet. På 1970-talet bildades rockbandet Sumé av Per Berthelsen och Malik Høegh, som släppte den första grönländska LP:n och hade stort politiskt inflytande på autonomirörelsen. Sedan dess har den grönländska musikscenen dominerats främst av rockmusik och hiphop, och i mindre utsträckning även folkmusik, popmusik, metal och techno. Bland de viktigaste musikerna och banden i nyare grönländsk musikhistoria är Rasmus Lyberth, Juaaka Lyberth, Ulf Fleischer, Ole Kristiansen, Nuuk Posse, Nanook och Josef Tarrak-Petrussen. Dessutom försöker musiker som Angu Motzfeldt, Julie Berthelsen, Îve Nielsen och Small Time Giants också marknadsföra sig utomlands genom engelskspråkig musik.

### Sport och fritid
Sport och olika sportsliga fritidsaktiviteter är en viktig del av den grönländska kulturen. Nationalsporten är fotboll. Andra populära sporter är bland annat löpning, handboll och skidåkning. Grönland deltog bland annat i handbolls-VM 2001 på både herrsidan och damsidan. Grönland har ett eget fotbollslag, men är inte medlem i Fifa eller något kontinentalt förbund, däremot har man ansökt om medlemskap i den kontinentala federationen Concacaf.
De mest populära sporterna på Grönland är fotboll, handboll, badminton, bordtennis, skidåkning och kampsport. Dessutom är typiska arktiska sporter som hundspann, kajakpaddling och traditionella inuittävlingar, som ofta bygger på styrka och skicklighet. Det finns flera maraton- och extremsporttävlingar på Grönland. Den mest kända tävlingen som hålls på Grönland är Arctic Circle Race.